# Karel Kolář

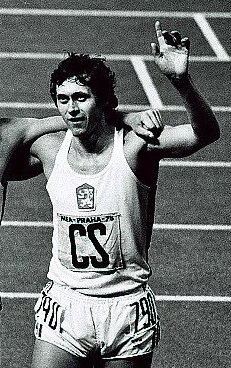
Karel Kolář, 1978

Karel Kolář (* 16. Dezember 1955 in Jindřichův Hradec; † 4. Oktober 2017) war ein tschechoslowakischer Leichtathlet.

## Karriere
Der Sprinter startete für den LIAZ Jablonec und gewann insgesamt acht Landesmeisterschaften über 400 und 200 m:
| Jahr | Zeit in Sekunden                        |
| ---- | --------------------------------------- |
| 1978 | 46,13 (Freiluft), 48,04 (Halle)         |
| 1979 | 46,79 / 21,43 (Freiluft), 47,35 (Halle) |
| 1980 | 46,54 / 21,20 (Freiluft), 47,39 (Halle) |

Darüber hinaus war er bei folgenden internationalen Veranstaltungen erfolgreich:
- Leichtathletik-Europameisterschaften 1978 in Prag: 
  - Silber über 400 m in 45,77 s (persönliche Bestzeit) hinter Franz-Peter Hofmeister, der in 45,73 s Gold gewann
  - Bronze als Schlussläufer der tschechoslowakischen Mannschaft in der 4-mal-400-Meter-Staffel in 3:03,99 min hinter der Bundesrepublik Deutschland (Gold in 3:02,03 min) und Polen (Silber in 3:02,63 min)
- Halleneuropameisterschaften 1979 in Wien: Gold über 400 m in 46,21 s vor dem Italiener Stefano Malinverni (Silber in 46,59 s)
- Europacup B-Finale 1979 in Karlovac: Sieger in 46,17 s
- Halleneuropameisterschaften 1980 in Sindelfingen: Silber über 400 m in 46,55 s hinter Nikolai Tschernezki (Gold in 46,29 s)

Bei den Olympischen Sommerspielen 1980 in Moskau nahm er an den Einzelwettkämpfen über 400 m teil, schied jedoch im Halbfinale aus. In der 4-mal-400-Meter-Staffel kam er auf den siebten Platz.  